# Agnes Straub

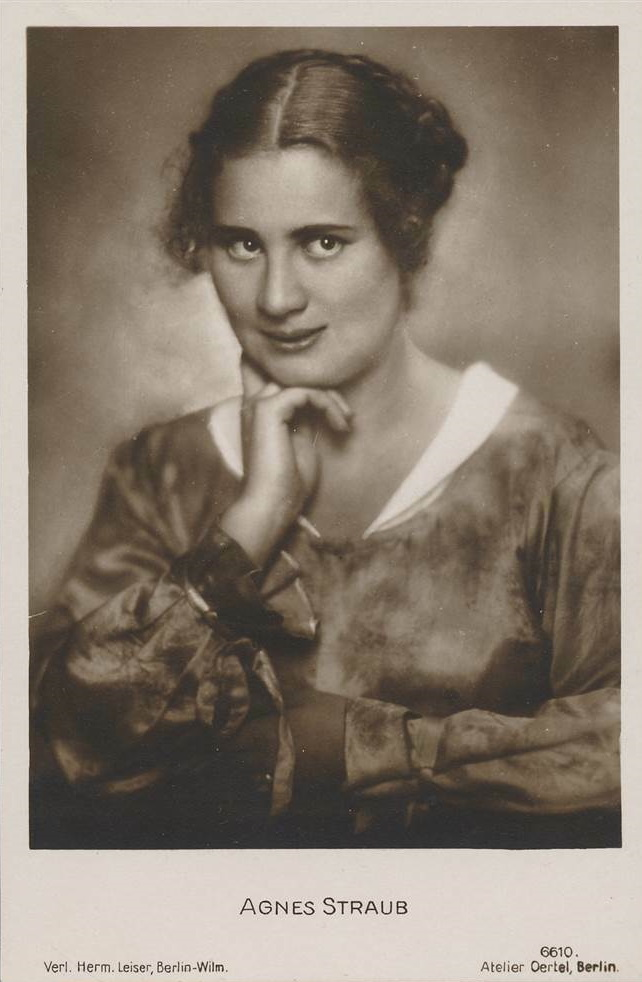
Agnes Straub, etwa 1916

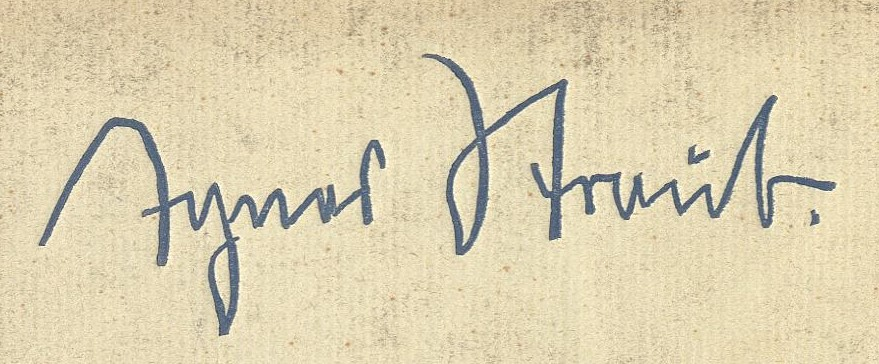

Agnes Josephine Straub (* 2. April 1890 in München; † 8. Juli 1941 in Berlin-Schöneberg) war eine deutsche Schauspielerin.

## Leben und Werk
Agnes Straub stand erstmals mit dreizehn Jahren in einer Dachauer Freilichtaufführung auf der Bühne. Daraufhin erhielt sie Schauspielunterricht und mit achtzehn Jahren ihr erstes Engagement als Sappho in Franz Grillparzers gleichnamigen Drama. Es folgten Engagements in Bonn, Königsberg, Wien und Berlin.
In Berlin wurde sie rasch zum gefeierten Bühnenstar – in der Kategorie von Elisabeth Bergner und Grete Mosheim. Sie spielte am Berliner Staatstheater (bei Leopold Jessner), Theater am Schiffbauerdamm, Volksbühne Berlin, Deutsches Theater, Schillertheater, Rose Theater, Kleines Theater usw. Jeder Theaterdirektor war froh, wenn sie bei ihm gastierte, denn ihr Auftritt garantierte volle Häuser.
Im Jahr 1914 heiratete sie in Königsberg  den Bühnenschriftsteller Hubert Gottfried Bernhard Cronenberg, der bereits ein Jahr später starb.
Ab 1925 arbeitete sie meistens mit ihrem damaligen Lebensgefährten, dem jüdischen Regisseur und Schauspieler Leo Reuss zusammen. Um ihn besser schützen zu können, gründete sie Anfang der 1930er Jahre das Agnes-Straub-Theater, das später als Theater am Kurfürstendamm fortgeführt wurde. Gleichzeitig gastierten beide mit ihrem Ensemble an den Theatern des ganzen deutschsprachigen Raums als „Agnes-Straub-Ensemble“.
Nach einem Theaterskandal in Stettin bekam Reuss in Deutschland Arbeitsverbot und musste bald emigrieren. Drei Jahre später hatte Agnes Straub einen schweren Autounfall, der ihrer Karriere ein jähes Ende setzte und an dessen Spätfolgen sie drei Jahre später starb.

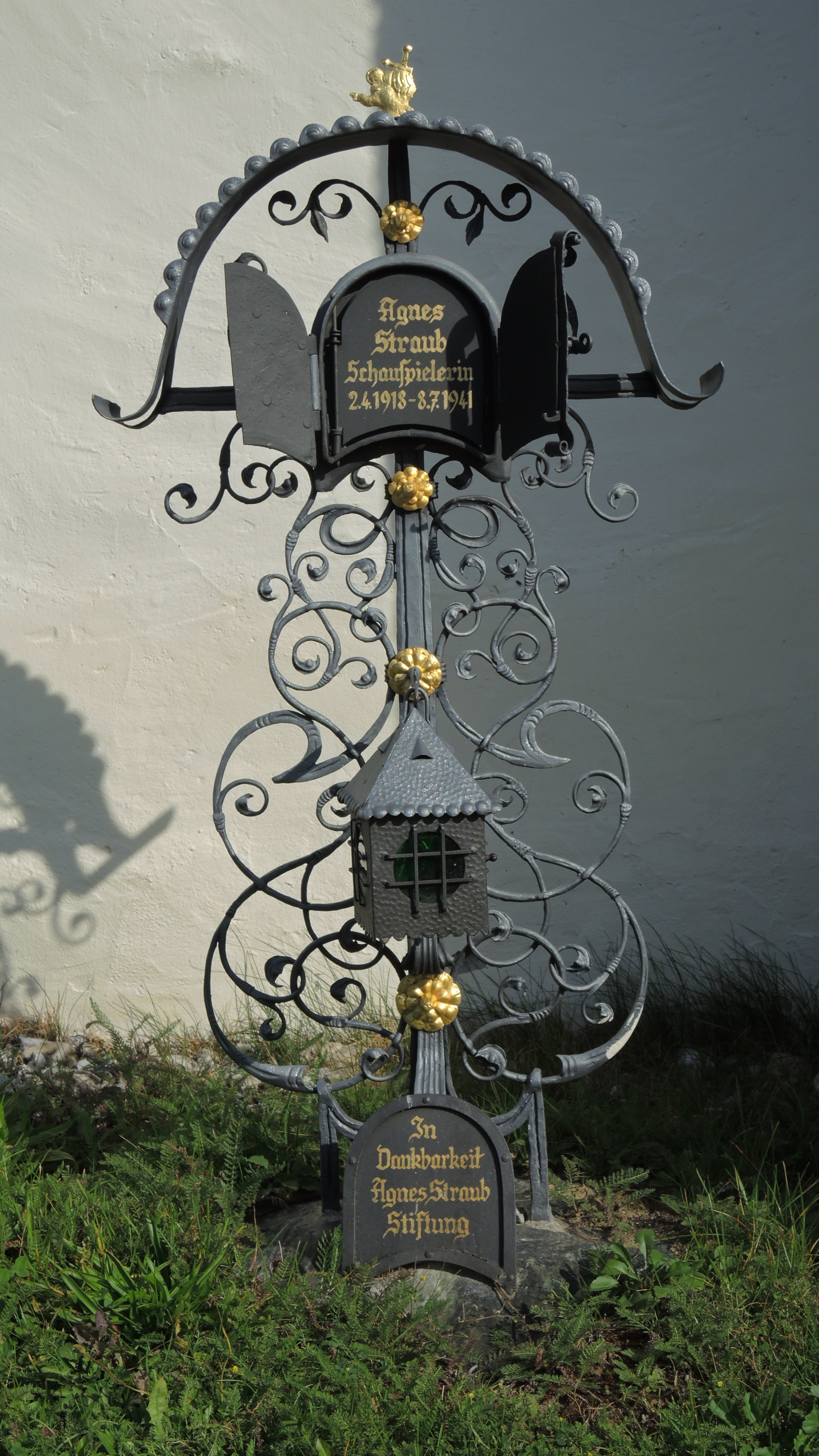
Grab an der Pfarrkirche hl. Georg in St. Georgen

Ihr Erbe ist heute die „Agnes-Straub-Stiftung“ in Gries im Pinzgau, ein Erholungs- und Ferienheim für Bühnenkünstler.
Ihre Grabstelle befindet sich auf dem Friedhof St. Georgen in Bruck an der Großglocknerstraße, Bundesland Salzburg.
Agnes Straub war die erste Trägerin des Louise-Dumont-Topas, den Gustav Lindemann nach dem Tod seiner Frau Louise Dumont als Theaterpreis für Schauspielerinnen stiftete.
Ihre Privatbibliothek befindet sich heute in der Akademie der Künste Berlin.

## Theaterrollen (Auswahl)
- Berta – Sappho (Franz Grillparzer)
- Lady Milford – Kabale und Liebe (Friedrich Schiller)
- Medea – Medea (Franz Grillparzer)
- Hedda – Hedda Gabler (Henrik Ibsen)
- „Caroline Neuber“ – im Schauspiel „Die Neuberin“ von Günter Weisenborn

## Filmografie
- 1919: Die Himmelskönigin
- 1919: Die Siebzehnjährigen
- 1919: Die Teufelskirche
- 1920: Um der Liebe willen
- 1920: Der Richter von Zalamea
- 1920: Der Schädel der Pharaonentöchter
- 1921: Der Roman der Christine von Herre
- 1921: Am roten Kliff
- 1921: Aus dem Schwarzbuch eines Polizeikommissars 2. Teil
- 1922: Der Graf von Essex
- 1922: Der falsche Dimitry
- 1922: Fridericus Rex 3. Teil
- 1923: Fridericus Rex 4. Teil
- 1923: Zwischen Abend und Morgen
- 1924: Der Weg zu Gott
- 1923: Wilhelm Tell
- 1925: Das Haus der Lüge
- 1927: Primanerliebe
- 1930: Alraune
- 1933: S.A. Mann Brand
- 1934: Die vier Musketiere
- 1937: Weiße Sklaven
- 1937: Fridericus
- 1937: Die Warschauer Zitadelle
- 1938: Nanu, Sie kennen Korff noch nicht?